# التهاب المفاصل التفاعلي
 التهاب المفاصل التفاعلي (بالإنجليزية: Reactive arthritis) ويسمى أيضًا متلازمة ريتر (بالإنجليزية: Reiter's syndrome)، هو أحد أمراض المناعة الذاتية. حيث أنه يتطور استجابة لإصابة في جزء آخر من الجسم (عبر التفاعل). وبالنسبة لإتصاله بالبكتيريا وتطور الإلتهاب فإنه من الممكن أن يؤدي إلى المرض. ومع مرور الوقت فإن الأعراض تظهر على المريض، وغالباً ما يتم علاجه أو العمل على تسكينه وتهدئته في الحالات المزمنة، كما أن تحديد السبب الأولي للمرض صعبة.

## الأعراض والعلامات
- التهاب الملتحمة (التهاب باطن الجفن)
- التهاب الإحليل
- التهاب المفاصل

هناك عدد قليل من الأعراض السريرية، ولكن تهيمن على الصورة السريرية عن التهاب المفاصل في واحد أو أكثر من المفاصل، مما يؤدي إلى ألم وتورم واحمرار، والإحساس الحرارة في المناطق المتضررة.
في مجرى البول، عنق الرحم والحنجرة يمكن ممسوح في محاولة لزرع الكائنات المسببة. ويمكن أيضا أن تُزْرَعَ عينات البول والبراز أو السوائل التي حصل عليها عن طريق بزل المفصل .

## الأسباب
ويرتبط التهاب المفاصل التفاعلي مع HLA-B27 الجينات على الكروموسوم 6 و بسبب وجود التهاب الارتكاز كما الآفة المرضية الأساسية ويتم تشغيل قبل السابق العدوى . العدوى آثار الأكثر شيوعا في الولايات المتحدة هو عدوى الأعضاء التناسلية مع الحثرية الكلاميديا وغيرها من البكتيريا المعروفة يسبب التهاب المفاصل التفاعلي التي هي أكثر شيوعا في جميع أنحاء العالم هي الميورة الحالة لليوريا، السالمونيلا النيابة، الشيجلا النيابة، يرسينيا النيابة، والعطيفة النيابة.
نوبة من التسمم الغذائي أو الجهاز الهضمي عدوى قد تسبق أيضا المرض (الأربعة الماضية جنسا من البكتيريا المذكورة أعلاه هي البكتيريا المعوية). الشغيلة هو الكائن الحي الأكثر شيوعا ويسبب التهاب المفاصل التفاعلي الذي يتبع الإسهال. الكلاميديا هو السبب الأكثر شيوعا من رد الفعل التهاب المفاصل التالية الإحليل. الميورة والميكوبلازما هي أسباب نادرة. هناك بعض الأدلة الظرفية للكائنات الحية الأخرى المسببة للمرض، لكن التفاصيل غير واضحة.
تتجلى التهاب المفاصل التفاعلي عادة بعد حوالي 1-3 أسابيع العدوى المعروفة. آلية التفاعل بين الكائن الحي إصابة والمضيف غير معروف. الثقافات السائل الزليلي سلبية، مما يشير إلى أن التهاب المفاصل التفاعلي ويتسبب إما عن طريق رد فعل المناعة الذاتية التي تنطوي على التفاعل المتبادل من المستضدات البكتيرية مع الأنسجة مشتركة أو عن طريق المضادات البكتيرية التي بطريقة أو بأخرى تصبح المودعة في المفاصل.
(ترجمة) من الإنكليزية .. فقط

## التشخيص
الأشعة السينية اعتلال الفقار سلبيين (x-ray seronegative spondyloarthropathy)

## العلاج
الهدف الرئيسي من العلاج هو تحديد مصدر العدوى والقضاء عليه عن طريق المضادات الحيوية المناسبة إذا كانت لا تزال موجودة. خلاف ذلك، فالعلاج يستخدم للأعراض المصاحبة فقط. المسكنات وخاصة مضادات الالتهاب اللاستيرويدية (NSAIDs) وسلفاسالازين (sulfasalazine) وستيرويد (Steroids)، وقد تكون هناك حاجة للتثبيط المناعي للمرضى الذين يعانون أعراض رد فعل شديدة لا تستجيب إلى أي علاج آخر.

## أنظر أيضا
- حليمة خلف الناب